# Félix Houphouët-Boigny
Félix Houphouët-Boigny, eigenlijke naam Dia Houphouët (Yamoussoukro, 18 oktober 1905 – aldaar, 7 december 1993), was een Ivoriaans politicus. Hij was van 1960 tot zijn dood in 1993 de president van Ivoorkust.

## Vroege carrière
Félix Houphouët-Boigny werd in 1945, tijdens de eerste verkiezingen in Ivoorkust, gekozen tot lid van de Franse Nationale Vergadering. In 1946 droeg hij bij aan de Franse wet die gedwongen arbeid in de koloniën (vanaf 1945: Overzeese gebiedsdelen) afschafte. In 1946 werd hij tevens herkozen in de Nationale Vergadering. In dat jaar richtte hij de Parti démocratique de la Côte d'Ivoire (PDCI) op, een onderdeel van de West-Afrikaanse territoriale Rassemblement Democratique Africain (RDA). Tussen 1956 en 1958 werkte hij zowel in Frankrijk als kabinetsminister als in de Ivoorkust als lid van de regeringsraad van Frans-West-Afrika en burgemeester van Abidjan.
Nadat generaal Charles de Gaulle in 1958 in Frankrijk weer aan de macht was gekomen, veranderde de Franse houding ten opzichte van haar overzeese gebiedsdelen, en in 1959 werd Ivoorkust een autonome staat binnen de Franse Gemeenschap. Houphouët-Boigny werd in dat jaar premier en in 1960, na de onafhankelijkheidsverklaring, president van de Republiek Ivoorkust.

## Presidentschap
Direct na het aanvaarden van het presidentschap begon Houphouët-Boigny met de opbouw van een leger bestaande uit de vroegere gendarmes en inwoners van Ivoorkust die in het Franse leger dienden.  Daarnaast begon hij al met de uitbouw van zijn autoritaire regime. Spoedig verkreeg de PDCI een monopoliepositie en werden andere politieke partijen verboden. President Houphouët-Boigny was tevens voorzitter van de PDCI, en veel ambtenaren en bestuurders waren lid.
Handhaving van de nauwe banden met Frankrijk vormde de kern van zijn buitenlandse beleid, evenals een militant anticommunisme. Vanaf de jaren zestig betrok hij traditionele bestuurders (stamhoofden) nauw bij het bestuur. Eind jaren zeventig groeide de onrust, met name over zijn autoritaire regeerstijl. In 1980 nam hij het uitvoerend bestuur van de PDCI in handen en democratiseerde de partij door haar verder uit te bouwen en meer mensen bij de politiek te betrekken. Daarnaast werd de rol van de vrouw verbeterd. Begin jaren tachtig begon de bouw van de Basilique Notre-Dame de la Paix, een prestigieus project. Deze basiliek was een exacte kopie van de Sint-Pietersbasiliek in het Vaticaan. De onrust over dit project groeide, met name over de vraag waar het bouwgeld (circa 300 miljoen Amerikaanse dollar) vandaan kwam. In 1989 was de Notre-Dame de la Paix af. Een jaar later werden in Ivoorkust weer andere politieke partijen toegelaten.

## Langstzittende president van Afrika
Tijdens de eerste democratische verkiezingen van 1990 werd Houphouët-Boigny tot president herkozen. Toen hij in 1993 overleed was hij de langstzittende president van Afrika. Hij werd opgevolgd door Henri Konan Bédié.
Hoewel het regime van Houphouët-Boigny was gebaseerd op een eenpartijstelsel bleven een aantal democratische instituten overeind, en zijn regime werd gekenmerkt als stabiel; er zijn maar enkele mislukte staatsgrepen tegen hem gepleegd.

## Félix-Houphouët-Boigny-Vredesprijs
Sinds 1991 wordt de Félix Houphouët-Boigny-Vredesprijs van de UNESCO uitgereikt. De prijs heeft tot doel personen en actieve publieke of private groepen of instituten te eren die een belangrijke bijdrage hebben geleverd in het promoten, zoeken, beschermen en houden van vrede, in overeenstemming met het Handvest van de Verenigde Naties en de grondslagen van de UNESCO.
- Bibsys: 90773016
- Biblioteca Nacional de España: XX1311827
- Bibliothèque nationale de France: cb118865721 (data)
- Gemeinsame Normdatei: 118639714
- International Standard Name Identifier: 0000 0001 0928 3885
- Library of Congress Control Number: n50031022
- National Archives and Records Administration: 10581446
- Nationale bibliotheek van Australië: 49785267
- Nationale Bibliotheek van Israël: 987007311540605171
- Nederlandse Thesaurus van Auteursnamen: 06996808X
- SNAC: w67d510f
- Système universitaire de documentation: 026659182
- Trove: 1496195
- Virtual International Authority File: 98495871
- WorldCat: E39PBJpV9QYg68KRM8Y7JrY773